# Secundino Martínez
Secundino Martínez (n. La Ceiba, Honduras; 20 de agosto de 1992) es un futbolista hondureño. Se desempeña como defensa y su equipo actual es el Juticalpa F.C. de la Liga Nacional de Honduras.

## Trayectoria
Debutó en la Liga Nacional de Honduras el 23 de septiembre de 2012 vistiendo los colores del Club Deportivo Vida contra Atlético Choloma. Martínez ingresó a la cancha como titular y a los 60 minutos de juego fue sustituido por el panameño Luis Jaramillo. El juego realizado en el Estadio Nilmo Edwards finalizó con victoria de 3 goles a 2 en favor del Vida. 
El 31 de julio de 2016 fue anunciado como refuerzo de Juticalpa F.C.

## Clubes
| Club           | País     | Año             | PJ | Goles |
| -------------- | -------- | --------------- | -- | ----- |
| Vida           | Honduras | 2012 - 2016     | 67 | 1     |
| Juticalpa F.C. | Honduras | 2016 - Presente | 6  | 0     |